# Västra Zanzibar
För andra betydelser, se Zanzibar (olika betydelser).

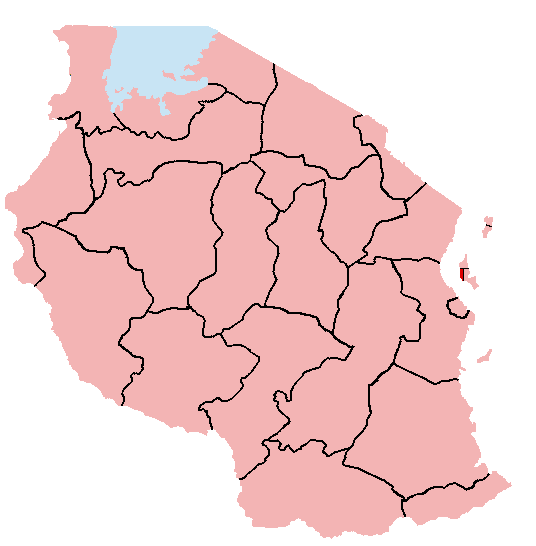
Västra Zanzibars läge i Tanzania.

Västra Zanzibar är en av Tanzanias 26 regioner och är belägen på den västra delen av ön Zanzibar. Den kallas även, på engelska, Zanzibar Urban/West och består i huvudsak av regionens administrativa huvudort Zanzibar med dess närmaste omgivning. Västra Zanzibar består av de båda distrikten Zanzibar Urban och Zanzibar West och har en beräknad folkmängd av 471 341 invånare 2009 på en yta av 230 km².

## Urbanisering
Västra Zanzibar är efter Dar es-Salaam Tanzanias mest urbaniserade region. Urbaniseringsgraden beräknas till 87,10% år 2009, en uppgång från 86,36% året innan. Regionen domineras nästan helt av staden Zanzibar med dess storstadsområde. Följande orter i regionen har över 10 000 invånare:
| Ort           | Distrikt       | Yta (km²)     | Invånarantal 2002 | Invånarantal 2009 |
| ------------- | -------------- | ------------- | ----------------- | ----------------- |
| Zanzibar      | Zanzibar Urban | 15,07         | 205 870           | 265 593           |
| Mwanakwerekwe | Zanzibar West  | 2,60          | 21 434            | Ingen uppgift     |
| Kiembesamaki  | Zanzibar West  | Ingen uppgift | 15 968            | Ingen uppgift     |
| Tomondo       | Zanzibar West  | Ingen uppgift | 12 212            | Ingen uppgift     |
| Magogoni      | Zanzibar West  | Ingen uppgift | 11 437            | Ingen uppgift     |

Samtliga orter i listan ingår i staden Zanzibars sammanhängande storstadsområde, som täcker en yta på ungefär 50 km² och hade totalt 314 680 invånare vid folkräkningen 2002, vilket beräknas ha ökat till cirka 400 000 invånare år 2009. Den enda orten i regionen som inte ingår i detta storstadsområde är Kidatu, som hade 6 021 invånare 2002. Kisimamajongoo är en shehia i staden Zanzibar, och är med sina 83 240 invånare/km² (2002) Tanzanias mest tätbefolkade område.